# Біговий (район Москви)
Район Біговий (або просто Біговий; рос. Беговой) — район в Північному адміністративному окрузі міста Москви (Росія). Району відповідає внутрішньоміське муніципальне утворення Біговий. Названий за Біговою вулицею.